# Idaea rhodariata
Idaea rhodariata là một loài bướm đêm trong họ Geometridae.